# روی بیرنس
روی بیرنس (هلندی: Roy Beerens؛ زادهٔ ۲۲ دسامبر ۱۹۸۷) بازیکن فوتبال اهل هلند است.
از باشگاه‌هایی که در آن بازی کرده‌است می‌توان به باشگاه ورزشی پی‌اس‌وی آیندهوون، باشگاه فوتبال ردینگ، باشگاه فوتبال هرتابرلین، باشگاه ورزشی هیرنفین، باشگاه فوتبال آزد آلکمار، و باشگاه فوتبال ان‌ئی‌سی نایمخن اشاره کرد.
وی همچنین در تیم‌های ملی فوتبال زیر ۲۱ سال هلند و هلند بازی کرده‌است.